# SA Tennis Open
SA Tennis Open byl tenisový turnaj mužů v Johannesburgu hraný na profesionálním okruhu ATP Tour. Založen byl v roce 1976 v rámci okruhu Grand Prix. Do sezóny 1995 probíhal pod názvem South African Open, kdy byl zrušen pro nedostatek finanční podpory. Úvodní ročník obnovené události v roce 2009 vyhrál Francouz Jo-Wilfried Tsonga. Dějištěm stalo centrum hazardního průmyslu Montecasino ve Fourways, ležícím v jihoafrické provincii Gauteng. V areálu obsahujícím dvorce s tvrdým povrchem činila kapacita dvou největších kurtů 3,5 tisíce diváků.
V sezónách 2009–2011 turnaj patřil do kategorie ATP World Tour 250. Zrušen byl v roce 2012 pro nedostatečné finanční zajištění od sponzorů.

## Přehled finále

### Mužská dvouhra
| Rok  | vítěz                | finalista            | výsledek                |
| ---- | -------------------- | -------------------- | ----------------------- |
| 2011 | Kevin Anderson       | Somdev Devvarman     | 4–6, 6–3, 6–2           |
| 2010 | Feliciano López      | Stéphane Robert      | 7–5, 6–1                |
| 2009 | Jo-Wilfried Tsonga   | Jérémy Chardy        | 6–4, 7–6                |
| 2008 | nehráno              | nehráno              | nehráno                 |
| 1996 | nehráno              | nehráno              | nehráno                 |
| 1995 | Martin Sinner        | Guillaume Raoux      | 6–1, 6–4                |
| 1994 | Markus Zoecke        | Hendrik Dreekmann    | 6–4, 6–1                |
| 1993 | Aaron Krickstein     | Grant Stafford       | 6–3, 7–6                |
| 1992 | Aaron Krickstein     | Alexandr Volkov      | 6–4, 6–4                |
| 1991 | nehráno              | nehráno              | nehráno                 |
| 1990 | nehráno              | nehráno              | nehráno                 |
| 1989 | Christo van Rensburg | Paul Chamberlin      | 6–4, 7–6, 6–3           |
| 1988 | Jakob Hlasek         | Christo van Rensburg | 6–7, 6–4, 6–1, 7–6      |
| 1987 | Pat Cash             | Brad Gilbert         | 7–6, 4–6, 2–6, 6–0, 6–1 |
| 1986 | Amos Mansdorf        | Matt Anger           | 6–3, 3–6, 6–2, 7–5      |
| 1985 | Matt Anger           | Brad Gilbert         | 6–4, 3–6, 6–3, 6–2      |
| 1984 | Eliot Teltscher      | Vitas Gerulaitis     | 6–3, 6–1, 7–6           |
| 1983 | Johan Kriek          | Colin Dowdeswell     | 6–4, 4–6, 1–6, 7–5, 6–3 |
| 1982 | Vitas Gerulaitis     | Guillermo Vilas      | 7–6, 6–2, 4–6, 7–6      |
| 1981 | Vitas Gerulaitis     | Jeff Borowiak        | 6–4, 7–6, 6–1           |
| 1980 | Kim Warwick          | Fritz Buehning       | 6–2, 6–1, 6–2           |
| 1979 | José Luis Clerc      | Deon Joubert         | 6–2, 6–1                |
| 1978 | Tim Gullikson        | Harold Solomon       | 2–6, 7–6, 7–6, 6–7, 6–4 |
| 1977 | nehráno              | nehráno              | nehráno                 |
| 1976 | Onny Parun           | Cliff Drysdale       | 7–6, 6–3                |

### Mužská čtyřhra
| Rok  | vítězové                              | finalisté                        | výsledek                  |
| ---- | ------------------------------------- | -------------------------------- | ------------------------- |
| 2011 | James Cerretani Adil Shamasdin        | Scott Lipsky Rajeev Ram          | 6–3, 3–6, 10–7            |
| 2010 | Rohan Bopanna Ajsám Kúreší            | Karol Beck Harel Levy            | 2–6, 6–3, 10–5            |
| 2009 | James Cerretani Dick Norman           | Rik de Voest Ashley Fisher       | 6–77, 6–2, 14–12          |
| 2008 | nehráno                               | nehráno                          | nehráno                   |
| 1996 | nehráno                               | nehráno                          | nehráno                   |
| 1995 | Rodolphe Gilbert Guillaume Raoux      | Martin Sinner Joost Winnink      | 6–4, 3–6, 6–3             |
| 1994 | Marius Barnard Brent Haygarth         | Ellis Ferreira Grant Stafford    | 6–3, 7–5                  |
| 1993 | Lan Bale Byron Black                  | Johan de Beer Marcos Ondruska    | 7–6, 6–2                  |
| 1992 | Pieter Aldrich Danie Visser           | Wayne Ferreira Pieter Norval     | 6–4, 6–4                  |
| 1991 | nehráno                               | nehráno                          | nehráno                   |
| 1990 | nehráno                               | nehráno                          | nehráno                   |
| 1989 | Luke Jensen Richey Reneberg           | Kelly Jones Joey Rive            | 6–0, 6–4                  |
| 1988 | Kevin Curren David Pate               | Gary Muller Tim Wilkison         | 7–6, 6–4                  |
| 1987 | Kevin Curren David Pate               | Eric Korita Brad Pearce          | 6–4, 6–4                  |
| 1986 | Mike De Palmer Christo Van Rensburg   | Andrés Goméz Sherwood Stewart    | 3–6, 6–2, 7–6             |
| 1985 | Colin Dowdeswell Christo Van Rensburg | Amos Mansdorf Šachar Perkiss     | 3–6, 7–6, 6–4             |
| 1984 | Tracy Delatte Francisco González      | Steve Meister Eliot Teltscher    | 7–6, 6–1                  |
| 1983 | Steve Meister Brian Teacher           | Andrés Goméz Sherwood Stewart    | 6–7, 7–6, 6–2             |
| 1982 | Brian Gottfried Frew McMillan         | Šlomo Glickstein Andrew Pattison | 6–2, 6–2                  |
| 1981 | Terry Moor John Yuill                 | Fritz Buehning Russell Simpson   | 6–3, 5–7, 6–4, 6–7, 12–10 |
| 1980 | Bob Lutz Stan Smith                   | Heinz Günthardt Paul McNamee     | 6–7, 6–3, 6–4             |
| 1979 | Colin Dowdeswell Heinz Günthardt      | Raymond Moore Ilie Năstase       | 6–3, 7–6                  |
| 1978 | Peter Fleming Raymond Moore           | Bob Hewitt Frew McMillan         | 6–3, 7–6                  |
| 1977 | Bob Hewitt Frew McMillan              | Charlie Pasarell Erik van Dillen | 6–2, 6–0                  |
| 1976 | Marty Riessen Roscoe Tanner           | Frew McMillan Tom Okker          | 6–2, 7–5                  |